# Oxalis tomentosa
Oxalis tomentosa är en harsyreväxtart som beskrevs av Carl von Linné d.y.. Oxalis tomentosa ingår i släktet oxalisar, och familjen harsyreväxter. Inga underarter finns listade i Catalogue of Life.